# 布赖恩·布林克利
布赖恩·布林克利（英語：Brian Brinkley，1953年12月28日—），英国男子游泳运动员。他曾代表英国参加1972年和1976年夏季奥林匹克运动会游泳比赛，其中1976年奥运会获得一枚铜牌。